# Missió d'Observació de les Nacions Unides al Salvador
La Missió d'Observació de les Nacions Unides al Salvador (ONUSAL) va ser una missió de pau de les Nacions Unides amb mandat creat per la Resolució 693 del Consell de Seguretat de les Nacions Unides el 21 de maig de 1991.

## Història
El mandat de la missió era supervisar la realització dels acords de Chapultepec entre el govern d'El Salvador i els rebels del Frente Farabundo Martí para la Liberación Nacional (FMLN), i que posaren fi a la Guerra Civil d'El Salvador. L'acord entre les dues parts preveia un alto el foc entre les parts, la reforma de les forces armades, la creació d'una nova policia, la reforma del sistema jurídic i electoral del país i el respecte dels drets humans al país. La seu es trobava a San Salvador i els Representants especials van se el pakistanès Iqbal Riza (1991-1993), el colombià Augusto Ramírez-Ocampo (1993-1994) i el veneçolà Enrique ter Horst (1994-1995).
El contingent militar era compost per uns 380 observadors militars provinents de 17 països: Argentina, Àustria, Brasil, Canadà, Xile, Colòmbia, Equador, Françaa, Guyana, Índia, Irlanda, Itàlia, Mèxic, Noruega, Espanya, Suècia i Veneçuela.
La missió va concloure definitivament el març de 1995 amb l'acabament del mandat. La despesa total de la missió fou de 107 milions de dòlars.